# Cladomniopsis crenato-obtusa
Cladomniopsis crenato-obtusa là một loài rêu trong họ Ptychomniaceae. Loài này được M. Fleisch. mô tả khoa học đầu tiên năm 1908.